# Glogovo
Glogovo falu Horvátországban Zára megyében. Közigazgatásilag Gračachoz tartozik.

## Fekvése
Zárától légvonalban 61, közúton 77 km-re északkeletre, községközpontjától légvonalban 8, közúton 13 km-re keletre, Lika déli részén, a Velebit-hegységben fekszik.

## Története
A török kiűzése (1685) után pravoszláv lakossággal betelepült likai falvak közé tartozik. A településnek 1880-ban 311, 1910-ben 460 lakosa volt. Az első világháború után előbb a Szerb-Horvát-Szlovén Királyság, majd Jugoszlávia része lett. 1991-ben csaknem teljes lakossága szerb nemzetiségű volt. Lakói még ez évben csatlakoztak a Krajinai Szerb Köztársasághoz. A horvát hadsereg 1995 augusztusában a Vihar hadművelet során foglalta vissza a települést. Szerb lakói elmenekültek.. A településnek 2011-ben 11 lakosa volt.

## Lakosság
| Lakosság változása | Lakosság változása | Lakosság változása | Lakosság változása | Lakosság változása | Lakosság változása | Lakosság változása | Lakosság változása | Lakosság változása | Lakosság változása | Lakosság változása | Lakosság változása | Lakosság változása | Lakosság változása | Lakosság változása | Lakosság változása |
| ------------------ | ------------------ | ------------------ | ------------------ | ------------------ | ------------------ | ------------------ | ------------------ | ------------------ | ------------------ | ------------------ | ------------------ | ------------------ | ------------------ | ------------------ | ------------------ |
| 1857               | 1869               | 1880               | 1890               | 1900               | 1910               | 1921               | 1931               | 1948               | 1953               | 1961               | 1971               | 1981               | 1991               | 2001               | 2011               |
| 0                  | 0                  | 311                | 419                | 496                | 460                | 451                | 465                | 242                | 251                | 217                | 134                | 85                 | 66                 | 20                 | 11                 |

## Nevezetességei
- A falutól Velika Popina irányában, a Kamara-hegy északi oldalán Ferenc József császár látogatásának emlékére állított emlékmű áll.
- Több településrészén (Cvjetkovići, Jakšići stb.) a falusi építészet jellegzetes példái láthatók.